# 薩利克法
薩利克法（英語：Salic law; 拉丁语：lex Salica），是中世紀以來西欧通行的刑法法典及程序法典。此法較爲著名的規定即限制女性繼承。至今，欧洲一些国家仍存在女性无权继承王位、世袭爵位的政治传统。在家族男性后裔绝嗣的情况下，容许女性继承，是为半萨利克法。

## 起源
萨利克法发源于法兰克人萨利克部族中通行的各种习惯法，并因此而得名。在公元6世纪初期，这些习惯法被法兰克王国国王克洛维一世汇编为法律。萨利克法是查理曼帝国法律的基础。
萨利克法主要是一部刑法典和程序法典，极其详细规定了列举了各种违法犯罪应科处的赔偿金，其中对于人身伤害、财产损害、偷盗和侮辱的赔偿规定尤为详细，并规定受害者所得到的赔偿金的三分之一应交给王室。萨利克法也包括一些民法的法令，其中包括女性后裔不得继承土地的条款。6世纪下半叶，法兰克国王希爾佩里克一世曾经颁布过一道修改萨利克法的敕令，规定死者如无子嗣，土地可改由其女儿继承，而不再交还公社。

## 历史影响
萨利克法中有关女性继承权的规定随着法兰克帝国的分裂和联姻扩散到大多数欧洲的天主教国家中，女性无权继承土地的规定逐渐演变为对女性继承权的剥夺，并对中世纪和近代欧洲历史产生了很大的影响。西班牙的历次卡洛斯战争，其起源都是旁系男性继承人对直系女性继承人权利的争议。
法國原先並未禁止女性繼承，但1316年法王路易十世去世，其與第二任妻子的遺腹子也夭折後，其第一任妻子的女兒讓娜因母親曾通姦而被懷疑血統，於是由路易的弟弟腓力五世即位為王。而在腓力死後其弟查理四世越過前者的女兒即位為王。這兩次的王位繼承經過使女性不得繼承成為慣例，以致在法王查理四世死后没有男性继承人時，英格兰国王爱德华三世藉其母親伊莎贝拉的繼承權要求得到法國王位時被拒絕，查理四世的堂兄腓力六世随之加冕，开创法国的瓦卢瓦王朝，爱德华三世虽然妥协，但冲突的火种已然埋下。
英国允许女性继承，但汉诺威实行萨利克法，因此威廉四世去世後，英国王位由维多利亚女王繼承，而汉诺威王位由其叔父恩斯特親王繼承，从而结束了自1714年起长达123年的英国与汉诺威的共主邦聯。此外，在唯一仍由英国统治的原诺曼第公国领土——海峡群岛上，即使在位的英国君主為女性時所使用的头衔是诺曼第公爵（Duke of Normandy），而非“女公爵”（Duchess）。
为了回避萨利克法的不利影响，波兰女王雅德维加在1384年继承波兰王位时，宣布自己为国王（Hedvig Rex Poloniæa），而非女王（Hedvig Regina Poloniæa）。
在被废黜的王室中，萨利克法仍有影响。俄罗斯皇位觊觎者弗拉基米尔·基里洛维奇仅有一女玛利亚·弗拉基米洛夫娜。他逝世后，因对女性继承权的分歧，俄罗斯皇位觊觎者分为两人，一即玛利亚·弗拉基米洛夫娜，另为季米特里·羅曼諾維奇。羅馬尼亞王國末代国王米哈伊一世在1947年退位，因为没有儿子，长女瑪格麗塔在1997年成为王储，但这并不符合罗马尼亚王国法律。

## 备注
1. ↑  目前，欧洲现存君主制国家中唯一不允许女性继承的是列支敦斯登公国。
2. ↑  目前，欧洲现存君主制国家中唯一不允许女性继承的是列支敦斯登公国。

## 延伸阅读
- Cave, Roy; Coulson, Herbert. . New York: Biblo and Tannen. 1965.
- Drew, Katherine Fischer. . Philadelphia: University of Pennsylvania Press. 1991. ISBN 978-0-8122-8256-6/ISBN 978-0-8122-1322-5.
- Hinckeldey, Christoph; Fosberry, John (Translator). . Schriftenreihe des Mittelterlichen Kriminalmuseums Rothenburg ob der Tauber, v. 4. Rothenburg ob der Tauber (Germany): Mittelalterliches Kriminalmuseum. 1993 [1981].
- Kern, Hendrik (Contributor). Hessels, J.H , 编. . London: John Murray. 1880.
- Taylor, Craig (编). . Camden 5th series. Cambridge: Cambridge University Press. 2006. ISBN 978-0-521-87390-1.
- Taylor, Craig. . French History. 2001, 15 (4): 358–377. ISSN 0269-1191. doi:10.1093/fh/15.4.358.
- Taylor, Craig. . French Historical Studies. 2006-10-01, 29 (4): 54-564. ISSN 0016-1071. doi:10.1215/00161071-2006-012.
- Young, Christopher; Gloning, Thomas. . London and New York: Routledge. 2004.